# Phalaca yersini
Phalaca yersini är en insektsart som först beskrevs av Henri Saussure 1859.  Phalaca yersini ingår i släktet Phalaca och familjen gräshoppor. Inga underarter finns listade i Catalogue of Life.